# Софо Халваші
Софо Халваші (груз. სოფო ხალვაში (також Софіко), нар. 31 травня 1986 року в Батумі) — грузинська співачка. Живе в Батумі (Грузія). Переможниця конкурсу молодих виконавців «Школа Нуци — 2004».

## Біографія
Закінчила музичне училище (фортепіано). Вона отримала третю премію на комерційному пісенному конкурсі «Нова хвиля» 2006 року в Юрмалі, Латвія. Потім вона підписала контракт з російським управлінським агентством «АРС» під керівництвом російського композитора Ігоря Крутого. Вона повернулася на батьківщину, де отримала пропозицію від телеканалу «Імеді» вести місцеве шоу талантів «На хвилях Імеді». 12 грудня 2006 року було оголошено, що вона представлятиме свою рідну країну на Євробаченні 2007. Пісня «Visionary Dream» стала першою заявкою Грузії на конкурс. Раніше пісня мала назву «Моя історія». У півфіналі 10 травня 2007 року вона посіла восьме місце; як одна з 10 найкращих кваліфікаційних гравців, вона забезпечила собі місце у фіналі для Грузії. У фіналі 12 травня 2007 року вона фінішувала 12-ю, отримавши максимум балів від однієї країни, Литви. У листопаді 2018 року призначена заступницею мера Батумі.

## Особисте життя
Софо Халваші одружена з Міхеїлом Дзодзуашвілі, сином грузинського футбольного менеджера та колишнього гравця Реваза Дзодзуашвілі. Разом вони мають двох дочок.
| Гітара | Це незавершена стаття про співачку. Ви можете допомогти проєкту, виправивши або дописавши її. |